# Остава
Остава е българска рок (бритпоп) група създадена през 1991 година в град Габрово като студентска група от Георги Димитров Георгиев – китара и вокал, Боян Петков – баскитара и Драгомир Георгиев Димитров – барабани.

## История
През 1994 година е създаден първият хит на „Остава“ – „Поля от слънчогледи“. През 1995 към групата се присъединява Свилен Ноев и се прави неуспешен опит за записване на албум. Чак през 2000 година Остава издават първия си албум – „Пинг-понг“, който е записан в студиото на „Жълта музика“. От този албум излиза един от най-големите хитове за тогава – „Ще дойдеш ли с мен?“. Песента печели наградата на телевизия ММ за „Най-добра рок-алтернативна песен на 2000 г.“. Вторият сингъл от албума излиза през 2001 г. и се казва „Мъничко човече“ и печели наградата на телевизия ММ за „най-добра рок-алтернативна песен на 2001 година“.
През 2002 г. излиза вторият албум на Остава – „След любов по време на война“. Записан е от „STARS RECORDS“. Най-популярните песни от албума са „Красиви хора“ и „Мини тяло“, но не постигат успеха на предните песни.
През 2003 г. „Остава“ пускат сингъла „Шоколад“, песента постига голям успех. Задържа се шест седмици на първо място в Топ 100 на България, печели наградата на телевизия ММ за „Най-добра рок-алтернативна песен“ за 2004 г. и на БГ Радио за „БГ ПЕСЕН“ за 2005 г.
През 2003 г. „Остава“ провеждат голям концерт, който след това е записан на като албум: „Любов по време на война“ – LIVE. Албумът получава номинация за „Най-добър рок-алтернативен албум на ММ“ за 2003 г. По-известни сингли от албума са „Огледало“ и „Изтъркан момент“.
В края на 2004 г. излиза четвъртият албум на групата – „Моно“. Той съдържа 11 парчета, сред които емблематичните „Шоколад“, „Моно“ и „Понеделник“. Почитателите на „Остава“ тачат и парчетата „Merci beaucoup“, „Елвис/Радио“, „Един ден“.
За периода 2000 – 2005 година групата е многократно номинирана за наградите на БГ РАДИО и телевизия ММ за „Група на годината“. През 2005 година Остава пускат третия сингъл от албума „Моно“ – „Понеделник“.
През 2007 пускат първата си песен изцяло на английски език „Сутрешен секс“ („Sex in the Morning“) като част от предстоящ албум. Към песента е заснет и видеоклип с режисьор Валери Милев и участието на „истински“ извънземни изкусителки, а стайлинга и костюмите са дело на Руши Видинлиев.

## Дискография

### „Пинг-понг“ (2000)
Съдържание на албума: „Празен кадър“, „Пинг-понг“, „Ще дойдеш ли с мен“, „Поля от слънчогледи“ (със Станислав Сланев - Стенли), „Някой“, „Ти“, „Фалшиво кино“, „Смешен грим“, „Ние сме волни“, „Мъничко човече“, „Моята борба“, „Камера“, „Празен кадър (акустичен микс)“.
Издател: Рива Саунд Рекърдс

### „След любов по време на война“ (2002)
Съдържание на албума: „Мини тяло“, „Огледало“, „Изтъркан момент“, „Безплатни мисли“, „Парите“, „Експеримент“, „Красиви хора“, „Не искам вече“, „Къде си ти“, „Самотен човек“.
Издател: Старс Рекърдс

### „Любов по време на война (Live – 2003)“ (2003)
Съдържание на албума: „Празен кадър“, „Изтъркан момент“, „Поля от слънчогледи“, „Девойка – бяла фея“, „Красиви хора“, „Пинг-понг“, „Мини тяло“, „Шоколад“, „Самотен човек“, „Огледало“, „Ще дойдеш ли с мен“, „Мъничко човече“, „ОК“.
Издател: Старс Рекърдс / Стейн Студио

### „Моно“ (2004)
Съдържание на албума: „Шоколад“, „Елвис/радио“, "Лондон? Париж? Берлин?", „Моно“, „Понеделник“, „Президент“, „Моят герой“, „Един ден“, „Merci Beaucoup“, „Happy end“, „Стоп“.
Издател: Старс Рекърдс / Стейн Студио

### „Rock & roll song designers?“ (2008)
Съдържание на албума: „Baby“, „Rock & roll song designers?“, „Mexico“, „Funny girls“, „Bring me down“, „Should eye“, „Tomorrow“, „Паралелен свят“, „Sex in the morning“, „You“, „Accordion song“.
Издател: Вирджиния рекърдс

### „Океан“ (2015)
Съдържание на албума: „Океан“, „Бесен“, „Внимание“, „Дали си ти?“, „Rock&Roll Perfume“, „Самолет“, „Един момент“, „Супермен“, „Criminal“, „Формула“, „Стига“, „Лека нощ“, „Работно време“, „Пънкарски дни“.
Издател: Остава ООД

### „The Best of Ostava (Live)“ (2016)
Съдържание на албума:
Диск 1: „Експеримент (Live)“, „Президент (Live)“, „Лондон, Париж, Берлин (Live)“, „Sex in the Morning (Live)“, „Merci Beaucoup (Live)“, „Eлвис (Live)“, „Празен кадър (Live)“, „Мъничко човече (Live)“, „Mexico (Live)“, „Шоколад (Live)“, „Mоно (Live)“, „Ние сме волни (Live)“, „Baby (Live)“, „Ще дойдеш ли с мен? (Live)“, „Дали си ти? (Live)“.
Диск 2: „Мини тяло (Live)“, „Понеделник (Live)“, „Лека нощ (Live)“, „Един момент (Live)“, „Поля от слънчогледи (Live)“, „Формула (Live)“, „Rock & Roll Song Designer (Live)“, „Самолет (Live)“, „Самотен човек (Live)“, „Стига (Live)“, „Бесен (Live)“, „Океан (Live)“, „Внимание (Live)“, „Стоп (Live)“.
Издател: Остава ООД

### „Кислород“ (2022)
Издател: Самиздат
Дата на излизане: 2022-05-20
Носител: CD
1. 1+1;  2.Саботаж; 3. Мама; 4. Помощ; 5. Клише; 6. Сателит; 7. Спор; 8. Взлом; 9. Тест; 10. Гений; 11. Без дом; 12. Кислород.
http://bg-rock-archives.com/album.php?d_id=5340